# Bombus mendax
Bombus mendax (saknar svenskt namn) är en insekt i överfamiljen bin (Apoidea) och släktet humlor (Bombus) som lever i de mellan- och sydeuropeiska bergen.

## Beskrivning
Arten är en långtungad humla med en längd mellan 18 och 20 mm för drottningar, 15 till 18 mm för hanar och 14 till 17 mm för arbetare. Det långa huvudet är svart med en del ljusa hår i ansiktet och oftast en grå krage. Pälsen är påtagligt rufsig. Mellan- och bakkropp är övervägande svarta; första tergiten har dock gula sidor, och 3:e till 6:e tergiterna är brandgula.

## Ekologi
Humlan är en högalpin bergsart som föredrar gräsmarker på bergssluttningar, gärna på sydsidor. Boet, som rymmer 80 till 150 individer, förläggs underjordiskt i något övergivet musbo. Arten flyger mellan april och slutet av augusti. Den är polylektisk, den besöker blommor (gärna djupa sådana) från flera olika familjer  som krokus, rododendron, tistlar och stormhatt.

## Utbredning
Bombus mendax är mindre allmän i Europa från Tyskland, Schweiz, Österrike, Andorra, Slovenien och Frankrike till Italien och Spanien i söder, där den förekommer på höga höjder, framför allt i Alperna och Pyreneerna.

## Status
Internationella naturvårdsunionen (IUCN) listar arten som nära hotad (NT), och populationen minskar. Som främsta orsak anges klimatförändringarna. Arten är dessutom påtagligt fragmenterad på sina håll, vilket medför en genetisk utarmning.